# Армейско първенство
Армейското първенство е български футболен турнир. Администрира се от Аматьорската футболна лига и се провежда от Министерството на отбраната и по допълнителна наредба (указание) на БФС. В него участват всички военни футболни отбори (висшите военноучебни заведения). Отборите са обособени в една група и играят в два полусезона (есен-пролет) по две срещи при разменено гостуване. Победителят в турнира получава златни медали, купа и правото да участва за Националната купа на България. Дават се индивидуални награди за най-полезен състезател, най-добър нападател, защитник и вратар. Футболистите на шампиона получават званието ефрейтор или са повдигани в по-висок чин.

## Армейски шампиони
- 1950 – ДНВ (Пловдив)
- 1951 – ВМС (Варна)
- 1952 – ВМС (Варна)
- 1953 – ВВС (София)
- 1954 – ВМС (Варна)
- 1955 – ВВС (София)
- 1956 – ДВРФ (Русе)

....
- 1960 – ВНВСУ (София)

....
- 1983 – Армеец (София)
- 1984 – Армеец (София)

....
- 1991 – Армеец (Пловдив)

....
- 1993 – Армеец (Сливен)

....
- 1995 – ЦСАШ (София)

....
- 1999 – ВМТ'97 (София)
- 2000 – ВМТ'97 (София)
- 2001 – ВМТ'97 (София)
- 2002 – Армеец (София)
- 2003 – УБ „Васил Левски“ (Велико Търново)
- 2004 – ВМС (Варна)
- 2005 – Армеец (Сливен)
- 2006 – Армеец (Пловдив)
- 2007 – Армеец (Пловдив)